# Nuklearno postrojenje Marcoule
Nuklearno postrojenje Marcoule ili NP Marcoule (fra. Site nucléaire de Marcoule) je nuklearno postrojenje u Francuskoj, u općinama Chusclan i Codolet, u francuskom departmanu Gard, koji je poznat kao turističko i vinogradarsko mjesto (Côtes-du-Rhône). Nuklearno postrojenje se nalazi 25 kilometara sjeverno od Avignona, na obali rijeke Rhône.
Nuklearno postrojenje Marcoule je otvoreno još 1956., a sjedište je francuske organizacije za atomsku energiju (fra. Commissariat à l'Énergie Atomique) i tvrtke Areva NC. Prvi industrijski i vojni pokusi s plutonijem su se odvili u Marcouleu. U Nuklearnom postrojenju Marcoule se 1970-tih napravio prototip brzog oplodnog reaktora (engl. Fast Breeder Reactor ili FBR), pod nazivom Phénix, koji je bio u radu do 2009. Brzi oplodni reaktor je tip nuklearnog reaktora kod kojega se nuklearna lančana reakcija uzrokuje brzim neutronima, a svrha mu je da osim što proizvodi električnu energiju stvara više fisibilnog materijala (nuklearno gorivo) nego što ga troši. Plutonij dobiven oplodnjom može se nalaziti u gorivu i/ili oplodnom omotaču. Gorivo i oplodni omotač stoga se nakon vađenja iz nuklearnog reaktora moraju naknadno obraditi kako bi se mogli koristiti kao gorivo u drugim reaktorima. Sam postupak obrade elemenata goriva nije pretjerano tehnološki zahtjevan, ali ima vrlo veliku ulogu u korištenju i razvoju oplodnih reaktora. Razlog tome je što se ovako dobiven plutonij može iskoristiti za izradu nuklearnog oružja.
Od 1995. u sklopu Nuklearno postrojenje Marcoule radi tvornica MELOX koja je proizvodila MOX nuklearno gorivo, koje je ustvari smjesa uranijevih i plutonijevih oksida. MOX nuklearno gorivo nastaje i korištenjem potrošenog nuklearnog goriva, a dobiveni plutonij dolazi uglavnom iz Nuklearnog postrojenja COGEMA La Hague. 
U sklopu Nuklearnog postrojenja Marcoule se nalazi i labaratorij (fra. ATelier Alpha et Laboratoires pour ANalyses, Transuraniens et Etudes de retraitement ili ATALANTE) koji istražuje ponovno korištenje potrošenog nuklearnog goriva i radioaktivnog otpada. 
Mali nuklearni reaktori za proizvodnju tricija za termonuklearne bombe (jedan snage 2 i dva snage 38 MW) su izvan pogona skoro 30 godina.

## Nuklearni reaktori
U sklopu Nuklearnog postrojenja Marcoule su se nalazili i brojni nuklearni reaktori I. generacije, a svi su danas ugašeni. Kasnije je otvoren i tlačni reaktor PWR za dobivanje tricija. Rashladna voda za reaktore se dobivala iz rijeke Rhône.
| Nuklearni reaktor | Vrsta                | Nominalna snaga | Maksimalna snaga | Gradnja započela | Gradnja završena  | U radu od         | Zatvaranje         |
| ----------------- | -------------------- | --------------- | ---------------- | ---------------- | ----------------- | ----------------- | ------------------ |
| Marcoule G1       | UNGG                 | 2 MW            |                  | 1955.            | 7. siječnja 1956. | 7. siječnja 1956. | 15 listopada 1968. |
| Marcoule G2       | UNGG                 | 39 MW           | 43 MW            | 1. ožujka 1955.  | 22. travnja 1959. | 22. travnja 1959. | 2. veljače 1980.   |
| Marcoule G3       | UNGG                 | 40 MW           | 43 MW            | 1. ožujka 1956.  | 4. travnja 1960.  | 4. travnja 1960.  | 20. lipnja 1984.   |
| Phénix            | Brzi oplodni reaktor | 130 MW          | 142 MW           | 1. ožujka 1968.  | -                 | 14. srpnja 1974.  | 1. veljače 2010.   |

## Eksplozija u NP Marcoule 2011.
12. rujna 2011. u nuklearnom postrojenju Marcoule došlo je do eksplozije u kojoj je poginula jedna i ozlijeđeno četvero osoba. Preciznije, to se dogodilo u postrojenju za obradu nuklearnog otpada Centraco. Nije bilo veće opasnosti da se nezgoda razvije u bilo što opasnije. To je primarno zato što se ne radi o nesreći u nuklearnoj elektrani već u postrojenju za obradu nuklearnog otpada (konkretno za topljenje nisko radioaktivnih metalnih dijelova). Prema dostupnim informacijama požar uzrokovan eksplozijom je bio pod kontrolom, a to znači da nije biti ispuštanja radioaktivnosti u okoliš. Eksplozija je nastala u peći za izgaranje (prema nekim izvorima taljenje) radioaktivnog otpada, za koji službeno tvrde da ne dolazi iz nuklearnih elektrana. Za razliku od nuklearnog reaktora i proizvodnje nuklearne bombe, kod radioaktivnog otpada nema, ili je zanemariva, opasnosti od nuklearne lančane reakcije. Najveći je problem visoka radioaktivnost povezana s istrošenim gorivom. Nisko i srednje radioaktivni otpad zauzima veliki obujam, ali je iznimno malo opasan i vrlo lako se obrađuje i trajno zbrinjava. Ova nezgoda je povezana s niskim i srednje aktivnim radioaktivnim otpadom.

## Slike
- Nuklearno postrojenje Marcoule.